# Conistra mixtafusca
Conistra mixtafusca là một loài bướm đêm trong họ Noctuidae.